# Rho1 Arae
Pour les articles homonymes, voir Rho Arae.
Désignations
Rho1 Arae est une étoile de la constellation de l'Autel. Sa désignation de Bayer ρ1 Arae a été attribuée par Nicolas Lacaille dans son Caelum Australe Stelliferum publié en 1801. Elle est l'une étoiles les moins lumineuses ayant une désignation Bayer, avec une magnitude apparente de seulement +6,275. Selon l'échelle de Bortle, cela signifie que l'étoile est à peine visible à l'œil nu dans les endroits ruraux sombres. Sur la base des mesures de sa parallaxe, elle se trouve à environ 640 années-lumière (200 parsecs) du Soleil, avec une marge d'erreur de 50 années-lumière près.

## Caractéristiques
Rho1 Arae est une étoile binaire spectroscopique, ce qui signifie que la présence d'un compagnon en orbite est indiquée par des déplacements dans le spectre. Cependant, comme le composant principal tourne rapidement avec une vitesse de rotation projetée de 370 km/s, il est difficile d'obtenir des éléments orbitaux fiables. La période orbitale a été estimée à 0,439 jour. Le spectre du système correspond à un type spectral de type B3 Vnpe, ce qui peut indiquer que l'étoile primaire est une étoile bleu-blanc de la séquence principale. Le suffixe « e » indique la présence de raies d'émission, indiquant qu'il s'agit d'une étoile Be. Les raies d'émission sont proéminentes et variables.
Rho1 Arae a une vitesse particulière de 27,4 ± 4,9 km/s par rapport à ses voisins, ce qui en fait un système stellaire « en fuite ». Un scénario selon lequel il aurait été éjecté de l'association Scorpion-Centaure à la suite d'une explosion passée de supernova semple peu probable en raison de sa binarité.